# Чукань (Харгіта)
Чукань, Чукані (рум. Ciucani) — село у повіті Харгіта в Румунії. Входить до складу комуни Синмартін.
Село розташоване на відстані 202 км на північ від Бухареста, 15 км на південний схід від М'єркуря-Чука, 71 км на північ від Брашова.

## Населення
За даними перепису населення 2002 року у селі проживали 1120 осіб.
Національний склад населення села:
| Національність | Кількість осіб | Відсоток |
| -------------- | -------------- | -------- |
| угорці         | 1033           | 92,2%    |
| цигани         | 78             | 7,0%     |
| румуни         | 9              | 0,8%     |

Рідною мовою назвали:
| Мова      | Кількість осіб | Відсоток |
| --------- | -------------- | -------- |
| угорська  | 1112           | 99,3%    |
| румунська | 8              | 0,7%     |